# 요네바야시 히로마사
요네바야시 히로마사(일본어: 米林宏昌, 1973년 7월 10일 ~ )는 일본의 애니메이션 감독이다.

## 생애
가나자와 미술공예 대학 상업디자인과를 중퇴했다. 1996년 스튜디오 지브리에 입사했다. 《센과 치히로의 행방불명》, 《하울의 움직이는 성》, 《벼랑 위의 포뇨》 등의 원화를 맡았다. 또한 《마루 밑 아리에티》, 《추억의 마니》의 감독을 맡았다.
2014년 12월 프로듀서 니시무라 요시아키와 함께 스튜디오 지브리를 나와서 스튜디오 포녹을 설립했다. 2017년 《메리와 마녀의 꽃》을 감독했다.

## 작품

### TV 애니메이션
- serial experiments lain (1998) - 원화
- 마스터 키튼 (1998) - 원화
- 따끈따끈 베이커리 (2003) - 원화
- MONSTER (2004) - 원화
- 하이큐!! 세컨드 시즌 (2015) - 원화

### 장편 영화
- 모노노케 히메 (1997) - 동화
- 스프리건 (1998) - 동화
- 이웃집 야마다군 (1999) - 동화
- 인랑 (2000) - 동화
- 센과 치히로의 행방불명 (2001) - 원화
- 하울의 움직이는 성 (2004) - 원화
- 게드전기: 어스시의 전설 (2006) - 작화감독보
- 벼랑 위의 포뇨 (2008) - 원화
- 마루 밑 아리에티 (2010) - 감독
- 코쿠리코 언덕에서 (2011) - 원화
- 바람이 분다 (2013) - 원화
- 추억의 마니 (2014) - 감독 · 각본
- 메리와 마녀의 꽃 (2017) - 감독 · 각본[1]

### 단편영화
- の大さんぽ (2002) - 원화
- めいとこねこバス (2002) - 연출 애니메이터
- 空想の空飛ぶ機械達 (2002) - 작화감독
- ギブリーズ episode2 (2002) - 원화
- 물거미 몬몬 (2006) - 원화
- 작은 영웅: 게와 달걀과 투명인간 중 「カニーニとカニーノ」 (2018) - 각본 · 감독

### OVA
- 炎の蜃気楼 〜みなぎわの反逆者〜 (2004) - 원화
- 茄子 スーツケースの渡り鳥 (2007) - 원화

### 단편 애니메이션
- フィルムぐるぐる 「進化論」 (2008) - 콘티 · 연출

### 게임
- 2의 나라: 칠흑의 마도사 (2010) - 원화

## 트리비아
‘마로(まろ)’라는 별명으로 불린다.
요네바야시가 그린 《센과 치히로의 행방불명》에 등장하는 가오나시의 그림을 보고 미야자키 하야오가 ‘마로랑 똑같이 생겼잖아’라고 말했다고 한다. 이후 ‘가오나시의 모델’로 불리기도 했다.